# Julio Enrique Botero Mejía
Julio Enrique Botero Mejía (Sonsón, 5 de julio de 1871-Medellín, 22 de noviembre de 1945) fue un político, banquero y abogado colombiano, que se desempeñó como Gobernador de Antioquia entre 1920 y 1921. 

## Biografía
Nació en Sonsón en 1871, hijo de Luis María Botero Botero y de Clotilde Mejía Londoño. Estudió Derecho en la Universidad de Antioquia, de donde se graduó en 1894. Así mismo, adelantó varias especializaciones en París alrededor de 1907.
En 1893, sin haber terminado de estudiar, ejerció su primer cargo, al ser nombrado Personero de Medellín. Posteriormente se desempeñó como Prefecto de la Provincia del Centro, Juez del Tribunal Superior de Antioquia y Presidente del Concejo de Medellín. A esto le siguió su elección como diputado a la Asamblea de Antioquia en 1918, 1923 y 1925, en la cual impulsó la construcción de la carretera Medellín-Sonsón, y Senador en 1939; anteriormente también había sido Representante a la Cámara en 1904. Fue presidente de ambas cámaras del Congreso. Gobernador de Antioquia entre abril de 1920 y junio de 1921, durante el gobierno de Marco Fidel Suárez, este le ofreció múltiples ministerios, pero no los aceptó.
En el campo académico fue decano de la Facultad de Derecho de la Universidad de Antioquia entre 1919 y 1926, profesor de Economía de la Escuela Nacional de Minas, profesor de Derecho de la Universidad de Antioquia y profesor fundador de la Universidad Pontificia Bolivariana. También fue presidente de la Sociedad Antioqueña de Jurisprudencia.
En el ámbito empresarial trabajó en la empresa familiar “Luis María Botero e Hijos”, y fue accionista de múltiples empresas, entre ellas del Banco Central de Bogotá. Fue directivo del Banco Republicano, el Banco de Colombia en Medellín, el Banco del Comercio, el Banco del Atlántico, la Unión Comercial Colombiana, el Matadero Público y la Plaza de Ferias de Medellín, la Cervecería Antioqueña Consolidada y La Lonja de Medellín. Así mismo, fue presidente de la Cámara de Comercio de Medellín.
Casado en Medellín en 1908 con Manuela Ospina Villa, hija de Santiago Ospina Vásquez, hermano de Pedro Nel Ospina, y María Villa del Corral. Uno de sus hijos, Jorge Botero Ospina, fue alcalde de Medellín en 1954 y Decano de la Facultad de Derecho de la Universidad Pontificia Bolivariana entre 1976 y 1979.